# Német nyelvtan
A cikk a német nyelvtant összegzi, főként azokat az ismertetőjegyeket, amelyek a többi nyelvvel összehasonlítva a német nyelvre inkább jellemzőek.
A német nyelv több indoeurópai nyelvhez hasonlóan flektáló nyelv, amely főleg az ige- és névszóragozásban, valamint gazdag képzőrendszerében mutatkozik meg. A mondatbeli pozíciók viszonylag rugalmasak, különösen a középmezőben (Mittelfeld):
- „Der Junge hat seinem Bruder die CD mitgebracht.” (A fiú elhozta a testvérének a CD-t.)
- „Seinem Bruder hat der Junge die CD mitgebracht.” (A testvérének hozta el a fiú a CD-t.)

Az állítmány ragozott része állhat az első helyen (parancsoló mondat, eldöntendő kérdés), a második helyen (kijelentő mondat, kiegészítendő kérdés) vagy az utolsó helyen (mellékmondat):
- „Bring mir die CD mit!” (Hozd magaddal nekem a CD-t!)
- „Bringst du mir die CD mit?” (Magaddal hozod nekem a CD-t?)
- „Ich bringe dir die CD!” (Elhozom neked a CD-t!)
- „Wer bringt mir die CD?” (Ki hozza el nekem a CD-t?)
- „…weil ich dir die CD gebracht habe.” (…mert elhoztam neked a CD-t.)

A német nyelvnek van egy ún. „mondatkerete” (Satzklammer), amely egy ragozott és egy ragozatlan igei részből áll (hat … gesagt, will … spielen, macht … blau, fährt … ab).
Van határozott névelő, elöljárószavakkal fejezi ki a mondatbeli viszonyokat (például an, in) és a vonatkozó szó előtt állnak (adpositio); ugyanígy a melléknév is. Négy eset és két szám van. Minden német főnévnek van (nyelvtani) neme (hímnem, nőnem, semlegesnem). A főnév neme szerint egyeztetjük a melléknév vagy a névelő alakját. A mutatószók (Zeigwörter) is háromalakúak (hier – da – dort), gazdag módosítószavakban (halt, eben, eh).
A német nyelv igen gazdag és rugalmas szóképzési lehetőséggel rendelkezik – főként az összetett szavaknál (Haus+tür, Kegel+form, Wiki+text, Weihnacht-s-+baum+verkäufer+gehilfe).
Hangrendszere 16 magánhangzóból és 4 diftongusból, valamint 20 mássalhangzóból áll (a pf, ts affrikáták nélkül). A maximális szótagszerkezetet jól mutatja a strolchst szó, amelyben három kezdő mássalhangzó van és négy záró mássalhangzó (kóda). Egy másik példa a schnarchst.
A helyesírás nem hanghű (mint például a finn vagy a török nyelv), hanem a mondatszerkezetre (interpunkció [központozás]), a szótagszerkezetre (rövid magánhangzók jelölése), a szófajra (a főnevek nagykezdőbetűs írása) és a szótövek egységes írására is utal (Weges, ezért Weg a *Wek helyett).

## Szófajtan(die Wortgrammatik)
A német nyelvben léteznek ragozható és nem ragozható szófajok:
- Ragozható szófajok
  - a névszók (das Namenwort, Nennwort; das Nomen (im weitesten Sinne))
    - a névelő (das Geschlechtswort, der Begleiter; der Artikel)
    - a főnév (das Hauptwort; das Substantiv)
    - a névmás (das Fürwort; das Pronomen)
    - a melléknév (das Eigenschaftswort; das Adjektiv)
    - a számnév (das Zahlwort oder Zahlnennwort; das Numerale)

  - az ige (das Zeitwort, Tätigkeitswort; das Verb)
- Ragozhatatlan szófajok
  - a viszonyszók (das Redeteilchen; die Partikel)
    - a határozószó, ha nem számítjuk ide a mellékneveket (das Umstandswort, das Nebenwort; das Adverb); különben a valódi határozószók
    - az elöljárószó v. viszonyszó (das Vorwort, Verhältniswort; die Präposition)
    - a kötőszó (das Bindewort; die Konjunktion)
    - az indulatszó (das Ausrufewort; die Interjektion)

A ragozásnak két típusát ismerjük:
- névszóragozás vagy deklináció (die Deklination) – ide tartozik a névelők, főnevek, névmások, melléknevek és számnevek ragozása
- igeragozás vagy konjugáció (die Konjugation)

## Névelő(der Artikel)
A névelő a német nyelvben a főnévvel szoros hangtani, alaktani és mondattani egységet alkot, és megmutatja az utána álló főnév nemét, számát és esetét. Akárcsak a magyar nyelvben, a németben is két típusa van:
- határozott névelő (der bestimmte Begleiter; der definite Artikel)
- határozatlan névelő (der unbestimmte Begleiter; der indefinite Artikel)

### A határozott névelő
A határozott névelőt már említett vagy ismert személy vagy dolog esetén használjuk. Alanyesetben 3 alakja van (der, die, das), amit így jelölünk: der³ (háromalakú determináns).
| Egyes szám    | Hímnem   | Nőnem | Semlegesnem | Többes szám   | Mindhárom nem |
| Alanyeset     | der      | die   | das         | Alanyeset     | die           |
| Birtokos eset | des + -s | der   | des + -s    | Birtokos eset | der           |
| Részes eset   | dem      | der   | dem         | Részes eset   | den + -n      |
| Tárgyeset     | den      | die   | das         | Tárgyeset     | die           |

### A határozatlan névelő
A határozatlan névelőt akkor használjuk, ha még nem említett vagy pontosan meg nem határozott személyről vagy dologról beszélünk. A német nyelvben a határozatlan névelőnek külön állító és tagadó alakja van.
Az állító alak (ein) alanyesetben két alakú (ein, eine), többes száma nincs!
| Egyes szám    | Hímnem     | Nőnem | Semlegesnem |
| Alanyeset     | ein        | eine  | ein         |
| Birtokos eset | eines + -s | einer | eines + -s  |
| Részes eset   | einem      | einer | einem       |
| Tárgyeset     | einen      | eine  | ein         |

A tagadó alak (kein²), akárcsak az állító, alanyesetben két alakú (kein, keine). Az ein² és a kein² ragozása megegyezik; az egyetlen különbség közöttük, hogy az ein²-nak nincs, viszont a kein²-nak van többes száma.
| Egyes szám    | Hímnem      | Nőnem  | Semlegesnem | Többes szám   | Mindhárom nem |
| Alanyeset     | kein        | keine  | kein        | Alanyeset     | keine         |
| Birtokos eset | keines + -s | keiner | keines + -s | Birtokos eset | keiner        |
| Részes eset   | keinem      | keiner | keinem      | Részes eset   | keinen + -n   |
| Tárgyeset     | keinen      | keine  | kein        | Tárgyeset     | keine         |

## Főnév(das Substantiv)
Fontos helyesírási tudnivaló, hogy a német nyelvben a főneveket mindig nagy kezdőbetűvel kell írni.
A főnévnek van neme (das Genus), esete (der Kasus) és száma (der Numerus).

### A főnév nyelvtani neme
A főneveknek van nyelvtani nemük, amelyet a névelő is tükröz. A három nem:
- hímnem (das männliche Geschlecht; das Maskulinum)
- nőnem (das weibliche Geschlecht; das Femininum)
- semlegesnem (das sächliche Geschlecht; das Neutrum)

Ennek alapján a következő kategóriákat különböztetjük meg:
- hímnemű főnevek – névelőjük alanyesetben: der (pl. der Vater)
- nőnemű főnevek – névelőjük alanyesetben: die (pl. die Mutter)
- semlegesnemű főnevek – névelőjük alanyesetben: das (pl. das Kind)

A német nyelvben nem a főnév végződése, hanem a névelő vagy más determináns alakja jelzi a főnév nemét.
A főnevek nemének meghatározására általános érvényű szabály nincs, de útbaigazíthat a szó jelentése vagy végződése. Ha a két szempont összeütközésbe kerül, akkor többnyire a végződés határozza meg a nyelvtani nemet. Pl.: das Mädchen (a lány) és das Fräulein (a kisasszony) – mindkét főnév „nőnemű embert” jelöl, viszont a -chen és -lein kicsinyítő képző miatt semlegesneműek.
A főnevek nemére vonatkozó legfontosabb szabályok listája itt található: Főnevek a német nyelvben#A főnevek nemének fontos szabályai

### A főnév száma
A főnevek a német nyelvben is állhatnak akár egyes, akár többes számban. A többes szám jelzése többféleképpen történhet:
- alaki különbség nélkül [ – ]: der Maler (festő) → die Maler (festők)
- –e / –er / –n / –en / –s ragok jelzik a különbséget: das Auto (autó) → die Autos (autók)
- tőhangváltás (Umlaut) jelzi a különbséget [ ¨– ]: die Mutter (anya) → die Mütter (anyák)
- tőhangváltás és –e vagy –er végződés együtt jelzi a különbséget [ ¨–e, ¨–er ]: der Baum (fa) → die Bäume (fák)
- idegen szavak esetén a többes szám képzése sokszor az eredeti nyelv szabályait követi, ami az eddig felsorolt ragozási osztályok számát jelentősen megnöveli. Például: Towarisch → Towarischi, Cherum → Cherubim. Ezen kívül az -um, -us képzős idegen eredetű főneveknél a többes szám jele a német nyelv szabályai szerint képződik, de a szótőhöz járul: das Museum → die Museen, das Gymnasium → die Gymnasien

A magyartól eltérően a német nyelvben az egynél nagyobb tőszámnevek és egyes határozatlan számnevek és névmások után a főnév mindig többes számban áll. Például: zehn Jungen (tíz fiú), zwei Bücher (két könyv), viele Kinder (sok gyerek), alle Völker (minden nép). Ez a többi indoeurópai nyelvben is így van.

### A főnév esete és ragozása(Deklination des Substantivs)
A németben a főnevek esetragjai csak kevés esetben maradtak meg, így a főnév mondatbeli szerepére a névelő vagy más determináns utal.

A főnév esetei:
- Alanyeset (der Werfall; der Nominativ)
- Birtokos eset (der Wes[sen]fall; der Genitiv)
- Részes eset (der Wemfall; der Dativ)
- Tárgyeset (der Wenfall; der Akkusativ)

A szótárak általában főnév előtti r/e/s jelöléssel adják meg a főnév nemét (r=der→hímnem; e=die→nőnem; s=das→semlegesnem). A főnév utáni jelölések (pl.: s Brot, -(e)s, -e) rendre a főnév egyes számú birtokoseseti, illetve a többes számú alanyeseti végződéseit adják meg. A zárójelben álló e fonémák fakultatívan alkalmazhatóak. Ez a lehetőség, ahogy a példán is látszik, egyes szám, birtokos esetben fennállhat. A két hangalak között jelentésváltozás nem, és igen csekély stílusváltozás figyelhető meg. Hasonlóképpen egyes hím-, és semlegesnemű főnevek egyes szám, részes esetében két hangalak közül választhatunk. A főnév szótári alakját esetlegesen elláthatjuk egy -e fonémával, ezzel jelentésváltozást nem érünk el, de ennek a fonémának már stílusértéke van. Használata elavult, de megszilárdult kifejezésekben gyakran előfordul, bár manapság ezekről is lemaradozhat: im Wege stehen, im Stande sein

#### A hímnemű főnevek ragozása
Erős ragozású hímnemű főnevek
- Egyes szám birtokos esetben –s vagy –es ragot kapnak.
- Többes számuk képzésének módjai: –, ¨–, –e, ¨–e, –er, ¨–er vagy –s.
- Többes szám részes esetben –n ragot kapnak (kivéve az –s többesjelűeket).

Szótári jelölésük:

der Tag, –(e)s, –e (nap); der Bach, –(e)s, ¨–e (patak); der Leib, –es, –er (test); der Wald, –es, ¨–er (erdő); der Maler, –s, – (festő); der Vater, –s, ¨– (apa); der Apfel, –s, ¨– (alma); der Vati, –s, –s (apu)
Gyenge ragozású hímnemű főnevek
Egyes szám alanyeset kivételével minden esetben –n vagy –en ragot kapnak.
Szótári jelölésük:
- -e-re végződő főnevek (általában –n, –n rag): der Affe, –n, –n (majom); der Hase, –n, –n (nyúl); der Junge, –n, –n (fiú); der Knabe, –n, –n (fiú); der Kollege, –n, –n (kolléga)
- mássalhangzóra végződő főnevek (általában –en, –en rag): der Bär, –en, –en (medve); der Held, –en, –en (hős); der Mensch, –en, –en (ember); der Prinz, –en, –en (herceg)
- A "der Herr" főnév egyes számban (alanyeset kivételével) –n, többes számban –en ragot kap.

Vegyes ragozású hímnemű főnevek
- Egyes szám birtokos esetben –s vagy –es ragot kapnak.
- Többes számuk képzésének módjai: –n vagy –en.
- Többes szám részes esetben a többes szám jele után nem kapnak más ragot.

Szótári jelölésük:

der Muskel, –s, –n (izom); der See, –s, –n (tó); der Staat, –(e)s, –en (állam); der Professor, –s, –en (professzor)

#### A nőnemű főnevek ragozása
A főnevek ragozása ebben a csoportban egyszerűbb és kevesebb az alakváltozat.
- Egyes számban nincsenek esetragok.
- Többes számuk képzési módjai: ¨–, –e, ¨–e, –n, –en, –s.
- Az ¨–, –e, ¨–e többesjelű főnevek többes szám részes esetben –n esetragot vesznek fel.

Szótári jelölésük:

die Ärztin, –, –nen (orvosnő); die Hand, –, ¨–e (kéz); die Lampe, –, –n (lámpa); die Mutter, –, ¨– (anya); die Mutti, – , –s (anyu)

#### A semlegesnemű főnevek ragozása
Erős ragozású semlegesnemű főnevek
- Egyes szám birtokos esetben –s vagy –es ragot kapnak.
- Többes számuk képzési módjai: –, –e, –er, ¨–er, –s.
- Többes szám részes esetben –n ragot kapnak (kivéve az -s többesjelű főnevek).

Szótári jelölésük:

das Auto, –s, –s (autó); das Brot, –(e)s, –e (kenyér); das Buch, –(e)s, ¨–er (könyv); das Kind, –(e)s, –er (gyerek); das Jahr, –(e)s, –e (év); das Mädchen, –s, – (lány)
Vegyes ragozású semlegesnemű főnevek
- Egyes szám birtokos esetben –s vagy –es ragot kapnak.
- Többes számuk képzési módjai: –n vagy –en.
- Többes szám részes esetben a többes szám jele után nem kapnak más ragot.

Szótári jelölésük:

das Auge, –s, –n (szem); das Hemd, –(e)s, –en (ing); das Bett, –(e)s, –en (ágy); das Ohr, –(e)s, –en (fül)

#### Eltérő ragozású főnevek
A "der Name" és a "das Herz" főnevek ragozása rendhagyó!

## Névmás(das Pronomen)

### Használatuk
A névmásokat kétféleképpen használhatjuk:
- önállóan (más névszó helyett): Kommt Peter mit? (Velünk jön Péter?) – Ja, er kommt mit. (Igen, velünk jön.)
- jelzőként (más névszó mellett): Welches Buch wählst du? (Melyik könyvet választod?) – Ich wähle dieses Buch. (Ezt a könyvet választom.)

A jelzőként álló névmás nemcsak közelebbről határozza meg a főnév jelentését, hanem determinánsként meg is mutatja a főnév nemét, számát és esetét azáltal, hogy felveszi a névelők végződéseit.

### Fajtái
- személyes névmás (das Personalpronomen)
  - alanyesetben: ich (én), du (te), er/sie/es (ő), wir (mi), ihr (ti), sie (ők), Sie (ön)
  - tárgyesetben: mich (engem), dich (téged), ihn/sie/es (őt), uns (minket), euch (titeket), sie (őket), Sie (önt)
  - részes esetben: mir (nekem), dir (neked), ihm/ihr/ihm (neki), uns (nekünk), euch (nektek), ihnen (nekik), Ihnen (önnek)
  - birtokos esetben (csak vonzatként használatosak): meiner, deiner, seiner/ihrer/seiner, unser, euer, ihrer, Ihrer
- visszaható névmás (das Reflexivpronomen)
  - tárgyesetben: mich (magamat), dich (magadat), sich (magát), uns (magunkat), euch (magatokat), sich (magukat/magát)
  - részes esetben: mir (magamnak), dir (magadnak), sich (magának), uns (magunknak), euch (magatoknak), sich (maguknak/magának)
- kölcsönös névmás (das Reziprokpronomen)
  - einander (egymás)
- birtokos névmás (das Possessivpronomen)
  - jelzőként használt: 'mein(e)' (az én ...m), dein(e)' (a te ...d), sein(e)/ihr(e)/sein(e)' (az ő ...je), unser(e)' (a mi ...nk), euer(e)' (a ti...tek), ihr(e)' (az ő ...jük), Ihr(e)' (az ön ...je)
  - önállóan használt
    - Ha határozott névelővel áll, úgy ragozzuk, mint a gyenge melléknevet.
    - Ha határozott névelő nélkül áll, háromalakú determinánsként ragozzuk.
- mutató névmás (das Demonstrativpronomen)
  - der, die, das (ez, az) – Jelzőként használva úgy ragozzuk, mint a határozott névelőt. Önállóan használt alakjának ragozása egyes és többes szám birtokos és többes szám részes esetben tér el ettől.
  - dieser, diese, dieses (ez) – Közelre mutató névmás, háromalakú determinánsként ragozzuk.
  - jener, jene, jenes (az) – Távolra mutató névmás, háromalakú determinánsként ragozzuk.
  - solcher, solche, solches (ilyen, olyan) – Melléknévként ragozzuk; állhat névelő nélkül (erős ragozás), a jeder³ névmás után (gyenge ragozás) vagy a határozatlan névelő után (vegyes ragozás). Ha az ein² előtt áll, mindig "solch" alakban marad.
- kérdő névmás (das Fragepronomen)
  - wer? (ki?) – Személy(ek)re kérdez, többes száma nincs.
  - was? (mi?) – Tárgy(ak)ra kérdez, többes száma nincs.
  - welcher?, welche?, welches? (melyik?) – Többnyire jelzőként használjuk, és háromalakú determinánsként ragozzuk.
- vonatkozó névmás (das Relativpronomen)
  - der, die, das (aki, amely) – A leggyakrabban használt vonatkozó névmás, vonatkozhat személy(ek)re vagy tárgy(ak)ra is. Ragozása megegyezik az önállóan használt der, die, das mutató névmáséval, de többes szám birtokos esetben csak a deren alakot használjuk, hiszen a vonatkozó névmás mindig visszautal, nem pedig előre!
  - welcher, welche, welches (aki, amely) – Ragozása megegyezik a kérdő névmás ragozásával, de mint vonatkozó névmás birtokos esetben és többes szám részes esetben nem használatos.
  - wer, was (aki, ami) – Általános értelmű mellékmondatokat vezetnek be. Ragozásuk megegyezik a hasonló alakú kérdő névmások ragozásával. A wer személy(ek)re, a was tárgyakra, fogalmakra vonatkozik.
- határozatlan névmás (das Indefinitpronomen)
  - man (az ember) – Általános alany, az állítmány mellette egyes szám harmadik személyben áll.
  - jedermann (mindenki)
  - jemand ↔ niemand (valaki ↔ senki)
  - etwas ↔ nichts (valami ↔ semmi)
  - all… / jeder, jede, jedes / aller, alle, alles / alle (mind, mindegyik, mindenki, mindnyájan)
  - der/die/das eine ↔ der/die/das andere (az egyik ↔ a másik)
- névmási határozószók (das Pronominaladverb) – Az elöljárószós főneveket, ha személyt jelölnek, elöljárószós névmásokkal helyettesítjük; ha nem személyt jelölnek, akkor pedig névmási határozószókkal.
  - mutató névmási határozószók (elöljárószó + das/dies → da(r)/hier + elöljárószó)
  - kérdő és vonatkozó névmási határozószók (elöljárószó + was → wo(r) + elöljárószó)

## Melléknév(das Adjektiv)
A melléknév a mondatban lehet:
- jelző
- összetett állítmány névszói része
- módhatározó

### A jelzőként álló melléknevek ragozása(die Deklination der Adjektive)
A melléknév ragozása függ attól, hogy a jelzős szerkezet előtt áll-e determináns és az hány alakú.
A melléknév ragozásában megkülönböztetünk:
1. erős vagy névelőpótló ragozást (amikor a jelző előtt nem áll olyan kísérő, mely egyértelműen jelzi a főnév nemét, számát, esetét – azaz nem áll előtte semmi) például "schönen Tag!", kérdőszava: was für…? : milyen …?
2. gyenge vagy névelőkísérő ragozást (amikor a jelző előtt álló névelő vagy névmás végződése egyértelműen jelzi a főnév nemét, számát, esetét – lehet határozott névelő vagy háromalakú determináns) például "das schöne Haus", kérdőszava: welcher…/welche…/welches…? : melyik…? a milyen?
3. vegyes ragozást (amikor a jelző előtt kétalakú determináns áll, azaz határozatlan névelő (ein és kein) vagy birtokos névmás (mein, dein) például "ein schönes Haus", kérdése: was für ein…? was für eine…? : milyen?

Két csoport mentesül a ragozás alól:
- a ragozhatatlan melléknevek
  - idegen eredetű, például színjelölő melléknevek: ein lila Kleid
  - helynevek –er képzős melléknévi változata: die Leipziger Messe
  - –lei képzős melléknevek, ill. határozatlan számnevek (allerlei, mancherlei, vielerlei): Wir haben vielerlei Möglichkeiten.
- a nem ragozott melléknevek:

halb (fél), ganz (egész) melléknév névelő nélkül álló helynevek előtt: in ganz Österreich

### A főnévvé vált melléknevek
A német nyelvben – hasonlóan a magyarhoz – számos melléknevet (melléknévi igenevet) főnévként is használhatunk:
ein Gelehrter : egy tudós
der Gelehrte : a tudós
Gelehrte : tudósok
die Gelehrten : a tudósok
A német nyelvben a főnévvé vált melléknevet nagy kezdőbetűvel írjuk, és a melléknévragozásnak megfelelően ragozzuk. Az egyes számú hím- és nőnemű, valamint a többes számú alakok rendszerint személyekre, az egyes számú semlegesnemű alakok dolgokra, elvont fogalmakra vonatkoznak.
der Bekannte : az ismerős (férfi)
die Bekannte : az ismerős (nő)
das Bekannte : az ismert (dolog)

### A melléknevek fokozása(die Komparation der Adjektive)
A melléknév fokozásának három fokát különíthetjük
el:
1. alapfok (der Positiv)
2. középfok (der Komparativ)
3. felsőfok (der Superlativ)

#### Jelzőként álló melléknév fokozása
A mellékneveket szabály szerint az alábbiak szerint fokozzuk:
- alapfok: jele nincs
- középfok: (melléknév) + -er

pl. billiger (olcsóbb), lustiger (vidámabb), interessanter (érdekesebb) stb.
a fokozat erősíthető, ha a viel vagy a mehr szócskákat ezek elé tesszük: viel billiger (sokkal olcsóbb), stb.
- felsőfok: am + (melléknév) + -sten

- pl. dieses Produkt ist am billigsten (ez a termék a legolcsóbb) vagy: Am interessantesten finde ich die Wissenschaft (Legérdekesebbnek találom a tudományt)

szerkezettől függően az am helyett határozott névelő is állhat 
- pl. Stefan ist der Größte - (Stefan a legnagyobb).

Itt a melléknév mint főnévként szerepel amit nagy betüvel írunk.

#### Összetett állítmány névszói részeként álló melléknév fokozása
A fokozott melléknév, mint az állítmány névszói része:
Felsőfokban kétféleképpen is kifejezhetjük: határozott névelő + gyenge ragozással, vagy am + -en:
- Dieses Haus ist das schönste.
- Dieses Haus ist am schönsten.

Ha hasonlító szerkezet is van a mondatban, akkor az am-os alakot nem használhatjuk:
- Dieses Haus ist das schönste in der Welt.

#### A módhatározóként álló melléknév fokozása
A módhatározó szerepű melléknév alakja – a magyartól eltérően – szintén nem változik
- Verstehen Sie mich bitte nicht falsch!
- Er antwortet gut.

#### MelléknévfokozásUmlauttal
- hoch, höher, höchst/am höchsten
- nah, näher, nächst/am nächsten (külön csoportot alkotnak az Umlauttal képzett melléknév-fokok) stb.
- A leggyakoribb Umlauttal képzett melléknevek: arm, alt, dumm, grob, hart, jung, kalt, klug, kurz, lang, scharf, stark, schwach, warm, gesund

#### Rendhagyó fokozású melléknevek
Természetesen kivételek is vannak:
- más tőből képzik a közép- ill. felsőfokot:
  - ''gut, besser, best/am besten
  - viel, mehr, meist/am meisten
  - gern, lieber, liebst/am liebsten
- kétféle alakjuk van közép- ill. felsőfokban:
  - wenig > weniger > wenigst/am wenigsten vagy wenig > minder > mindest/am mindesten

## Számnév(das Zahlwort)

### Tőszámnevek
A német az első tizenkét számjegy egyedi nevében őrzi a tizenkettes számrendszert: 
| 1 | eins  | 7  | sieben |
| 2 | zwei  | 8  | acht   |
| 3 | drei  | 9  | neun   |
| 4 | vier  | 10 | zehn   |
| 5 | fünf  | 11 | elf    |
| 6 | sechs | 12 | zwölf  |
13-tól 19-ig az egyesek (lást fent) mögé -zehn végződés kerül. Némelyik szó alakja azonban megváltozik:
| 13 | dreizehn     |
| 14 | vierzehn     |
| 15 | fünfzehn     |
| 16 | sechzehn (!) |
| 17 | siebzehn (!) |
| 18 | achtzehn     |
| 19 | neunzehn     |
Húsztól százig:
- a tízzel osztható számok:

zwanzig (20), dreißig (30), vierzig (40), fünfzig (50), sechzig (60), siebzig (70), achtzig (80), neunzig (90)
- a tízzel nem osztható számok szerkezete: '(egyesek) + und + (tízesek)' (egybeírva):

pl. einundzwanzig (21), zweiunddreißig (32), dreiundvierzig (43)
Száztól felfelé:
- 100 = hundert, 1 000= tausend, 10 000 = zehntausend, 1 000 000 = eine Million
- ezek mögé kerülnek a százasnál alacsonyabb számok:

einhundertzweiunddreißig = 132
vierhundertfünfundzwanzigtausendachthundertneununddreißig = 425 839
- a millió és a milliárd főnevek (die Million, die Milliarde), ezért ragozandók, attól függően hogy egyes vagy többes számban állnak:

eine Million zweihundertzehn = egymillió-kétszáztíz
drei Milliarden zwei Millionen dreihunderttausend = hárommilliárd-kétmillió-háromszázezer
A számokat betűvel kiírva egymillió fölött különírjuk: 
zwei Millionen dreihundertzwanzigtausend (2 320 000)
fünfzehn Milliarden (15 milliárd)
Szövegben általában 12-ig írják ki betűvel a számokat (kivéve, ha külön hangsúly van a szám értékén), 12 felett számjeggyel.

### Sorszámnevek
Képzés
Képzésük során a tőszámnevek két kivétellel mindig -te vagy -ste ragot kapnak: 
- -ste ragot kap az 
  - erste = 1.
  - zwanzigste = 20.
  - dreißigste = 30.
  - vierzigste = 40.
  - fünfzigste = 50.
  - sechzigste = 60.
  - siebzigste = 70.
  - achtzigste = 80.
  - neunzigste = 90.
  - hundertste = 100.
  - tausendste = 1000.
  - millionste = milliomodik
- A többi sorszámnév -te raggal képződik:
  - fünfte = 5.

Rendhagyónak nevezhető a
- dritte = 3.
- siebte = 7.

Ragozás
A sorszámnevek mindig ragozódnak. Lehetnek egy főnév jelzői, vagy főnevesíthetőek (Substantivierung).
Jelzőként úgy ragozódnak mint a melléknevek (Adjektivdeklination):
der erste Preis : az első díj
die fünfte Reihe : az ötödik sor
im vierten Stock : a negyedik emeleten
zum dritten Mal : harmadszorra
A főnevesült sorszámneveket nagybetűvel írjuk, és úgy ragozzuk mint a főnevesült mellékneveket (adjektivische Deklination):
Peter ist als Zweiter angekommen. : Péter másodiknak érkezett.
de:
Er kann arbeiten wie kein zweiter/Zweiter. : Úgy dolgozik, mint senki más.
Összetételekben, ahol a sorszámnév előtagként szerepel, ragtalan tőszámnévi alakot használunk: 
Zweitbeste : második legjobb
Erstausgabe : első kiadás

## Igék(das Verb)

### Az igék csoportosítása
Jelentésük alapján léteznek:
- önálló igék (e Vollverben)
  - tárgyas igék
  - tárgyatlan igék
  - siches igék (visszaható igék): ragozásukkor az alany mellett egy másik elem is változik a szerkezetben. Ez a harmadik személyben a sich visszaható névmás, az első és a második személyben a személyes névmás tárgy- vagy részesete.

A siches igék egy részének a sich névmás a szerkezet állandó eleme, ami nem helyettesíthető más szóval. Más részükben a sich névmás a szerkezet alkalmi eleme. Az alapigének önálló jelentése van. Ez utóbbi siches igék kifejezhetnek visszahatást, kölcsönösséget, de lehet szenvedő értelmük is.
Vannak igék, amik mást jelentenek a tárgyesetben álló sichhel együtt, mint a részes esettel állóval. Ilyen például a vorstellen (elébe állít, bemutat):
sich (A) jemandem vorstellen : bemutatkozik valakinek
sich (D) etwas vorstellen : elképzel valamit
Sőt, vannak olyan igék is, amik sichhel egészen mást jelentenek, mint nélküle:
gebärden : jelel, jelnyelvet használ
sich gebärden : vademberként viselkedik
- személytelen igék: a személytelen igék a legtöbbször természeti jelenségeket fejeznek ki. Formai alanyként melléjük is ki kell tenni az es névmást.

- segédigék (e Hilfsverben)
  - módbeli segédigék (e Modalverben): módosítják az alapige jelentését.

1. können : tud, képes valamire; lehetőség, engedély;
2. wollen : akar valamit tenni; udvarias kérés, kételkedés;
3. sollen : kell valamit tenni (belső kényszer); felszólítás,/ erkölcsi kötelesség/, feltétel, lehetőség; „állítólag”;
4. mögen : szeret valamit tenni,
5. müssen : kell valamit tenni (külső kényszer), valószínűség, logikai szükségszerűség;(kényszerűség)
6. dürfen : szabad valamit tenni; valószínűséget is kifejezhet.(lehetőség v.-mire)

Rendszerint főnévi igenévvel állnak, de önállóan is használhatók. 
 Nincs felszólító módjuk. Bár tárgyasnak számítanak, nincs szenvedő alakjuk. A szenvedő értelmet a szenvedő főnévi igenév fejezi ki. 
 Önálló ragozási csoportot alkotnak:
- Indikativ:
  - Präsens: A sollen ige kivételével a módbeli segédigék tőmagánhangzója egyes és többes számban különböző.
  - Präteritum: A wollen és a sollen kivételével megváltozik a tő magánhangzója. Ezen kívül minden módbeli segédige megkapja a -te időjelet.
  - Az összetett múlt időket mindig haben-nel képezik: (ragozott haben) + Infinitiv + (módbeli segédige főnévi igeneve). Önállóan használva a módbeli segédigék is befejezett melléknévi alakba kerülnek.

- Konjunktiv:
  - Präsens: végig megmarad a módbeli segédige főnévi igenevének magánhangzója.
  - Präteritum: A sollen és a wollen kivételével Umlautot kapnak. Ezen kívül minden módbeli segédigéhez hozzájárul a -te időjel.

- Időbeli segédigék (e temporalen Hilfsverben): az összetett igeidők képzésében játszanak szerepet.

- A sein önálló jelentése: „van”. Lehet a névszói-igei állítmány része. 
 Segédigeként a Zustandspassiv és a cselekvő befejezett főnévi igenév képzésére használják. 
 Az ist + zu + Infinitiv szerkezetben „kell” és „lehet” értelemben áll.
- A haben önálló jelentésében birtoklást fejez ki. Jelentése megfelel a „van neki”, „bír valamivel” igéknek. Tárgyesetet vonz. 
 Segédigeként a Perfekt és a Plusquamperfekt alakok, meg a cselekvő befejezett főnévi igenév képzésére szolgál. 
 A hat + zu + Infinitiv szerkezetben „kell” értelemben áll.
- A werden önálló jelentése: lesz, válik valamivé. Rendszerint a névszói-igei állítmány részeként szerepel. 
 Segédigeként vele képzik a jövő időket, a Vorgangspassiv alakjait, és a würde-alakokat. 
 Más igével együtt valószínűséget is kifejezhet.

### Az igeragozás rendszere(System der Konjugation)
- cselekvő ragozás (das Aktiv) és szenvedő ragozás (das Passiv)
- igemódok rendszere:
  - kijelentő mód (Indikativ)
  - kötőmód (Konjunktiv)
  - felszólító mód (Imperativ)
- igeidők rendszere:
  - kijelentő módban: 
    - jelen (Präsens)
    - múlt (háromféle):
      - Präteritum
      - Perfekt
      - Plusquamperfekt

    - jövő (kétféle):
      - Futur I.
      - Futur II.

  - kötőmódban: ugyanez
  - felszólító módban: csak jelen (Präsens)

Vannak rendhagyó („erős”) igék (unregelmäßige Verben), amelyek ragozása egyedi, eltér a szabályos („gyenge”) igék (regelmäßige Verben) ragozásának jól leírható szabályaitól. Például:
- A sein (lenni) létige ragozása kijelentő mód, jelen időben:

| ich       | bin  | wir     | sind |
| du        | bist | ihr     | seid |
| er/sie/es | ist  | sie/Sie | sind |
- A haben (birtokolni) ige ragozása kijelentő mód jelen időben (az utána következő mondatrészt tárgyesetbe kerül!):

| ich       | habe | wir     | haben |
| du        | hast | ihr     | habt  |
| er/sie/es | hat  | sie/Sie | haben |
Példa:
Ich habe einen Hund. : Van egy kutyám (szó szerint: Én birtokolok [egy] kutyát.)
(der Hund → den Hund és ein Hund → einen Hund)

#### A cselekvő igeragozás(das Aktiv)
Igemódok szerint:
1. Kijelentő mód

- Jelen idő (Präsens)

Személyragjai: 
|           | Egyes szám | Példa  |         | Többes szám | Példa  |
| --------- | ---------- | ------ | ------- | ----------- | ------ |
| ich       | -e         | lerne  | wir     | -(e)n       | lernen |
| du        | -st        | lernst | ihr     | -t          | lernt  |
| er/sie/es | -t         | lernt  | sie/Sie | -en         | lernen |
- tőhangváltós igék:

Egyes igék E/2-ben és E/3-ban megváltoztatják a tőhangzójukat. A tőhangváltozásnak két fajtáját különböztetjük meg:
egyik csoport a Brechungos igék csoportja: amikor az e tőhangzóból i vagy ie lesz (brechen – du brichst, er/sie/es bricht, helfen – du hilfst, er hilft; lesen – du liest, er liest)
másik csoport az Umlautos igék csoportja: amikor a tőben lévő a vagy o betű ékezetet (két pont vízszintesen) kap (backen – du bäckst, er bäckt, laufen – du läufst, er läuft, stoßen – du stößt er stößt)
- Múlt idő – a német nyelv három múlt időt használ:
  - Elbeszélő múlt (Präteritum/Imperfekt) – szerkezetét tekintve egyszerű alak
  - Perfekt – szerkezetét tekintve összetett alak
  - Régmúlt (Plusquamperfekt) – szerkezetét tekintve összetett alak, előidejűség kifejezésére használják.

Összefoglaló példa: 
Maria ging heim. : Mária hazament.
Was hat er gesagt? : Mit mondott?
Er sah, dass Peter schon gegangen war. : Látta, hogy Péter már elment.
Az elbeszélő múltat a szabályos, más néven gyenge igék  -(e)te hozzáadásával képezik. A rendhagyó, erős igék elbeszélő múltja a második szótári alakjukból olvasható ki.
Ehhez járulnak a jelen időtől részben különböző személyragok:
| ich       | -      | wir     | -(e)n |
| du        | -(e)st | ihr     | -(e)t |
| er/sie/es | -      | sie/Sie | -(e)n |
A Perfektet és a régmúltat a legtöbb ige habennel képezi, de vannak igék, amik a sein segédigével állnak. Ezek általában állapotváltozást, helyváltoztatást jelentenek, de ide tartozik a sein (van), a bleiben (marad) és a werden (válik valamivé) is.
A tárgyas és a siches igék akkor is habennel állnak ezekben az időkben, ha jelentésük szerint seinnel kellene képezniük ezeket az időket.
- Jövő idő (Futur)

A német nyelv két jövő időt különböztet meg: Futur I. és a Futur II. Mindkettő összetett igealak.
- Futur I.

Képzése: (a werden időbeli segédige jelen idejű személyraggal ellátott alakja) + az alapige folyamatos főnévi igeneve
| ich       | werde kommen | jönni fogok | wir     | werden kommen | jönni fogunk |
| du        | wirst kommen | jönni fogsz | ihr     | werdet kommen | jönni fogtok |
| er/sie/es | wird kommen  | jönni fog   | sie/Sie | werden kommen | jönni fognak |
Használata: a jövő idő általános kifejezésére; a jelenre vonatkozó feltevéseknél
- Futur II.

Képzése: (a werden időbeli segédige jelen idejű személyraggal ellátott alakja) + (az alapige befejezett főnévi igeneve)
| ich       | werde gekommen sein | majd megjöttem volna | wir     | werden gekommen sein | majd megjöttünk volna  |
| du        | wirst gekommen sein | majd megjöttél volna | ihr     | werdet gekommen sein | majd megjöttetek volna |
| er/sie/es | wird gekommen sein  | majd megjött volna   | sie/Sie | werden gekommen sein | majd megjöttek volna   |
Használata: jövőbeni befejeződés kifejezésére; múltra vonatkozó feltevéseknél
Például: Ich werde in zwei Stunden sicher nach Hause gekommen sein: Én majd két óra mulva megjöttem volna haza.

2. Felszólító mód

Felszólító módú ige csak jelen időben, illetve csak második személyben (du, ihr) állhat. A többi személyt a kötőmód jelen ideje, a Konjunktiv Präsens pótolja.
A felszólító módot az ige tövéből képezik, egyes számban -e, többes számban -(e)t hozzáadásával. 

3. Kötőmód (Konjunktiv)

Személyragjai (a kötőmód minden idejében azonosak): 
|           | Egyes szám | Példa   |         | Többes szám | Példa  |
| --------- | ---------- | ------- | ------- | ----------- | ------ |
| ich       | -e         | lerne   | wir     | -en         | lernen |
| du        | -est       | lernest | ihr     | -et         | lernet |
| er/sie/es | -e         | lerne   | sie/Sie | -en         | lernen |
Kötőmódban az igeidők rendszere és formája hasonló a kijelentő módban meglevő időkkel, de szerepük eltér. Ezen kívül ide tartoznak még a würde-alakok is (würde-Formen).
A kötőmód időit használatuk szerint két részre szokás osztani:
1. Konjunktiv I.: felszólítást, óhajt, kívánságot, bizonytalanságot fejez ki, de függő beszédben is használatos. Ide tartozik a Konjunktiv Präsens, a Konjunktiv Perfekt és a Konjunktiv Futur I-II.
2. Konjunktiv II.: irreális feltételt, hasonlítást, óhajt fejez ki, de a függő beszédben helyettesítheti is a Konjunktiv I. időit. Ide tartozik a többi idő, így a Konjunktiv Präteritum, a Konjunktiv Plusquamperfekt és a würde-Formen.

Jelen idő (Konjunktiv Präsens)
Képzése: (igető) + (személyrag). Nincs tőhangváltás, és a ragok sem módosulnak. (Kivételt képeznek az erős igék, a módbeli segédigék, illetve a sein létige.)
Használata: főmondatban óhaj, felhívás, kívánság, teljesíthető kérés kifejezésére; a felszólító mód hiányzó alakjainak pótlására alkalmazzák. Mellékmondati használatban függő beszédben fordul elő. A német nyelvben a függő beszédben használt kötőmód azt fejezi ki, hogy a beszélő elhatárolja magát a mellékmondat tartalmától.
Múlt idő – három múlt időt használ:
- Elbeszélő múlt (Konjunktiv Präteritum/Imperfekt) – szerkezetét tekintve egyszerű alak

A gyenge igék Konjunktiv Präterituma ugyanúgy alakul, mint kijelentő módban. Az erős igék Konjunktiv Präterituma a kijelentő mód Präteritumából képezhető a következőképpen: Ha a tőhangzó a, o vagy u, akkor Umlautot kap, ha más, akkor nem kap. Az így képzett alakhoz járulnak a kötőmód személyragjai. Néhány ige Konjunktiv Präteritumát régiesen másként képzik:
- helfen → hülfe
- empfehlen → empföhle
- werben → würbe
- befehlen → beföhle
- sterben → stürbe
- werfen → würfe
- verderben → verdürbe

Használatában megfelel a magyar nyelv feltételes mód jelen idejének.
- Konjunktiv Perfekt – szerkezetét tekintve összetett alak

Képzése: (sein/haben kötőmód jelen ideje) + (főige befejezett melléknévi igeneve)
Használata: előidejűség kifejezésére a függő beszédben.
- Régmúlt (Konjunktiv Plusquamperfekt) – szerkezetét tekintve összetett alak

Képzése: (sein/haben kötőmód Präterituma) + (a főige befejezett melléknévi igeneve)
Használatában megfelel a magyar nyelv feltételes mód múlt idejének.
Jövő idő (Konjunktiv Futur) utóidejűség kifejezésére függő beszédben
- A Futur I. kötőmódja

Képzése: (a werden időbeli segédige jelen idejű kötőmódú személyraggal ellátott alakja) + (az alapige folyamatos főnévi igeneve)
- A Futur II. kötőmódja

Képzése: (a werden időbeli segédige jelen idejű kötőmódú személyraggal ellátott alakja) + (az alapige befejezett főnévi igeneve)
A würde-alakok (würde-Formen)
- A würde + (Infinitiv Präsens)-t sokszor helyettesíti a Konjunktiv Präteritumot. Sőt, a gyenge igék, egyes régies képzésű rendhagyó igék és a könnyen más igékkel összetéveszthető Konjunktiv Präteritumú igék esetén ez veszi át a Konjunktiv Präteritum helyét, különösen a beszélt nyelvben.
- A würde + (Infinitiv Perfekt) és a Konjunktiv Plusquamperfekt szempontjából a helyzet egészen más. Inkább a Konjunktiv Plusquamperfekt járja (ez a tömörebb), de a beszélt nyelvben gyakran fordul elő a würde + Infinitiv Perfekt is.

A műveltető ige
A német nyelvben a műveltetés többféle módon is kifejezhető. Vannak igék, amiknek műveltető az alapjelentése. Más igék esetén a lassen + (Infinitiv) szerkezet fejez ki műveltetést.
A visszahatás kifejezése
A sich névmás visszaható értelmet adhat az igének. Ha a cselekvés alanya és tárgya azonos, akkor a névmás tárgyesetben áll. Ekkor a szerkezet jelentése megfelel a magyar visszaható képzős igének. Ha pedig a cselekvés az alanyhoz tartozó tárgyra vonatkozik, akkor a névmás részes esetben is állhat.
A kölcsönösséget szintén siches igék fejezik ki. Ekkor többnyire többes számban állnak. Egyes számban rendszerint viszonyszós szerkezet jelzi a partnert.

#### A szenvedő igeragozás(das Passiv)
A német nyelv kétféle szenvedő igeragozást ismer:
- Folyamatot kifejező szenvedő igeragozás (Vorgangspassiv vagy Handlungspassiv)

Képzése: (a werden ige megfelelő alakja) + (alapige befejezett melléknévi igenév), ahol is a werden igenév befejezett melléknévi igeneve worden.
Akkor használják, ha nem a cselekvő, hanem a cselekvés a lényeges, vagy a közlés általánosan érvényes.
A cselekvő személyt von + részes eset, a cselekvés okát vagy eszközét durch + tárgyeset vagy mit + részeseset jelölheti.
Példa:
Aktív: In Ungarn ißt man viel Obst. : Magyarországon [az emberek] sok gyümölcsöt esznek.
Passzív: In Ungarn wird viel Obst gegessen. : Magyarországon sok gyümölcsöt esznek.
- Állapotjelző szenvedő igeragozás (Zustandspassiv)

Képzése: (a sein ige megfelelő alakja) + (alapige befejezett mellékneve).
Használata megfelel a magyar határozói igenév + létige szókapcsolatnak.
Példa:
Das Fenster ist geöffnet. (Az ablak nyitva van.)
Mindkét szenvedő igeragozásban képezhető a kijelentő és a kötőmód összes alakja, sőt néhány igének még szenvedő Imperativja is van. Pl.: sei gegrüßt : légy üdvözölve.
Nem minden tárgyas igének van szenvedő ragozása, például a módbeli segédigéknek sincs.

### Az igekötők
Az igekötők használata hasonló a magyar igekötő-használathoz, azonban vannak elváló és nem elváló igekötők is:
- elváló igekötős igék

Az elváló igekötő mindig hangsúlyos, jelen időben és felszólító módban elválik az igétől, mondatban annak végére kerül. Nem változtatják meg az ige jelentését, inkább árnyalják: pl. steigen = szállni, fellépni valahova; einsteigen = beszállni valahova.
Ragozásuk:
| ich       | steige ein  | wir     | steigen ein |
| du        | steigst ein | ihr     | steigt ein  |
| er/sie/es | steigt ein  | sie/Sie | steigen ein |
Elváló igekötők: ab-, an-, auf-, ein-, empor-, mit-, weg-, zu-.
- el nem váló igekötős igék

Az el nem váló igekötők mindig hangsúlytalanok, nem válnak el az igétől. Az ige jelentését megváltoztatják: pl. kommen = jön, de bekommen = kap.
Soha el nem váló igekötők: be-, ent-, emp-, er-, ge-, miss-, ver-, zer-.
Ragozásuk:
| ich       | bekomme  | wir     | bekommen |
| du        | bekommst | ihr     | bekommt  |
| er/sie/es | bekommt  | sie/Sie | bekommen |

## Igenevek
Igenevek a német nyelvben:
- főnévi igenév (Infinitiv)
- melléknévi igenév (Partizip)

Határozói igenév nincs.
Az igenevek igei természetüket megtartva vonzatokat és szabad határozókat vehetnek maguk mellé. 

### Főnévi igenév
Lehet folyamatos (Präsens) vagy befejezett (Präteritum). A tárgyas igéknek vannak szenvedő értelmű főnévi igenevei is a kétféle szenvedő ragozás (Vorgangspassiv, Zustandpassiv) szerint. Az Infinitiv Präsens egyidejűséget vagy utóidejűséget, az Infinitiv Perfekt előidejűséget jelez.
- Cselekvő folyamatos főnévi igenév 
 Képzése: igető + -(e)n. Az ige első szótári alakja.
- Cselekvő befejezett főnévi igenév 
 Képzése: alapige befejezett melléknévi igeneve + sein/haben
- Szenvedő folyamatos főnévi igenevek 
 Képzésük: 
  - Infinitiv Präsens Vorgangspassiv: alapige befejezett melléknévi igeneve + werden
  - Infinitiv Präsens Zustandspassiv: alapige befejezett melléknévi igeneve + sein
- Szenvedő befejezett főnévi igenevek 
 Képzésük: 
  - Infinitiv Perfekt Vorgangspassiv: alapige befejezett melléknévi igeneve + worden sein
  - Infinitiv Perfekt Zustandspassiv: alapige befejezett melléknévi igeneve + gewesen sein

A főnévi igenevek használata:
- Önállóan: nyomatékos felszólításra
- Igeneves szerkezetekben:
  - zu + Infinitiv szerkezetben vonzatként
  - módbeli segédigékkel zu nélkül
  - érzékelést, észlelést, mozgást, helyváltoztatást jelentő igékkel, valamint a bleiben igével vezérige + tárgyeset + főnévi igenév szerkezetben
  - mellékmondatok rövidítésére um +...+ zu + Infinitiv (célhatározó), ohne +...+ zu+ Infinitiv (módhatározó) és anstatt +...+ zu + Infinitiv (módhatározó) szerkezetekben

-   - néhány ige állhat zu-val, vagy zu nélkül is. Ilyen a lernen, lehren, helfen, heißen.
  - a zu + Infnek lehet bővítménye is; ekkor vessző választja el a mondat többi részétől
  - alanyként személytelen
  - számos ige kötelező vonzatait kifejezheti
  - jelző is lehet

- - szükségesség, lehetőség kifejezésére a sein + Infinitiv szerkezetben (szenvedő)
  - a szükségesség kifejezésére a haben + Infinitiv szerkezetben (cselekvő)
- Igealakok képzésére:
  - a jövő időkhöz (Futur I-II.)
  - a würde-alakokhoz
  - lassennel a műveltető ige képzéséhez

### Melléknévi igenév
Lehet folyamatos (Präsens) vagy befejezett (Präteritum). A magyar beálló melléknévi igenévnek a zu + Partizip Präsens szerkezet felel meg, de ezt nem tekintik külön beálló melléknévi igenévnek. A Partizip Präsens cselekvő, a Partizip Perfekt szenvedő értelmű. A zu szócska beálló melléknévi igenevet hoz létre.
- A melléknévi igenév
  - Folyamatos melléknévi igenév 
 Képzése: igető + -end 
 Használata: megfelel a magyar folyamatos melléknévi igenévnek; a zu szócskával ellátva a magyar beálló melléknévi igenévnek. A mondatban lehet jelző vagy határozó.
  - Befejezett melléknévi igenév:

Képzése: A gyenge igék igetöve elé ge-, igetöve után -en vagy -t végződés az ige perfekt múltidejétől függően . Az erős igék befejezett melléknévi igeneve a harmadik szótári alakjukból olvasható ki az ist/hat elhagyásával. Igekötős igék esetén a ge- az igekötő és az ige közé kerül, ha az igekötő elváló (pl. aufstehen - aufgestanden). A nem elváló igekötővel ellátott igék nem kapnak ge- képzőt (pl. verstehen - verstanden).
Használata: Megfelel a magyar befejezett melléknévi igenévnek. A mondatban lehet jelző vagy határozó. Igealakok képzésére, az összetett múlt idők és a szenvedő igeragozásokhoz is használják.
Igeneves szerkezetekben a melléknévi igenevek határozói mellékmondatokat rövidítenek. Az efféle rövidítések nem fejezik ki a cselekvő személyét, ezért csak a főmondat alanyára vonatkozhatnak. A folyamatos melléknévi igenév egyidejűséget, a befejezett előidejűséget fejez ki. Tárgyas igékkel a befejezett melléknévi igenévnek szenvedő értelme van.

## Határozószók(das Adverb)
A melléknevek zöme egyben határozószó is. Fordítva ez nem igaz; a német nyelvnek vannak más határozószói is.
- Helyhatározószók: ilyenek például a links (balra), a rechts (jobbra), az oben (fent), az unten (lent), a vorn (elöl), a hinten (hátul) szavak.
A helyet jelölő határozószókból irányt jelölő határozószók alkothatók:
  - a -wärts képző hozzáadásával
  - a her, hin szócskákkal való összetétellel (akár elő- akár utótagként szerepelhetnek; a her közelítést, a hin távolodást jelez)
  - egyéb összetételekkel, például a von és a nach elöljárószavakkal (a keletkezett összetétel a von szóval kiindulópontot, a nach szóval végpontot jelöl)
- Időhatározószók: ide tartoznak például a da (ekkor, akkor), a früher (azelőtt, régebben), a jetzt (most), a später (később), a kürzlich (nemrég), a manchmal (néha), az immer (mindig), gestern (tegnap), a heute (ma) és a morgen (holnap) szavak.

A napszakokat és a hét napjait jelölő főnevekből -s képzővel képzett határozószavak rendszerességet fejeznek ki, s mivel már határozók, kisbetűvel kezdődnek (pl. morgens - reggelenként, montags - hétfőnként).
- Okhatározószók: például a deshalb (ezért, azért), a sonst (különben), a demnach (eszerint) szavak.
- Mód- és állapothatározók: ilyenek például a sehr (nagyon), a gern (szívesen), a vergebens (hiába) és a wohl (jól [mint jól van]) szavak.

## Elöljárószók(die Präposition)
A leggyakoribb elöljárószavak:

### Tárgyesetet vonzó elöljárószavak
- um : -kor, -ért, körül
- gegen : ellen, felé, tájban
- für : -ért, számára
- wider : ellen
- bis : -ig; gyakran más elöljárószavakkal együtt áll. Ekkor ezek vonzata érvényesül.
- ohne, sonder : nélkül
- durch : át, keresztül, által

### Részesesettel álló elöljárószavak
- aus : -ból, -ből
- bei : -nál, -nél
- mit : -val, -vel
- nach : után, -ba, -be, szerint (utóbbi jelentésében a főnév után is állhat)
- gegenüber : átellenben, szemben
- entgegen : elé, ellen (a főnév után is állhat)
- zuwider : ellen
- ausser : -n kívül
- zu : -hoz, -hez, -höz
- nebst : -val, -vel együtt
- samt : -val, -vel együtt
- seit : óta
- binnen : valamely idő alatt, valamely időn belül
- nächst : közvetlenül mellette, mellett, után
- gemäss : szerint, -nál, -nél fogva (rendszerint a főnév után)
- von : -tól, -től, -ról, -ről, -ból, -ből; birtokviszony kifejezése; főnév utáni jelzős szókapcsolattal -ú, -ű képzős melléknevet fejez ki

### Tárgyesettel és részesesettel álló elöljárószavak
Wohin? + Akkusativ
- in : -ba, -be
- auf : -ra, -re
- unter : alá
- hinter : mögé
- vor : elé
- über : fölé
- zwischen : közé
- neben : mellé

Wo? + Dativ
- in : -ban, -ben
- auf : -on, -en, -ön
- an : -on, -en, -ön (pl. am 26. September 2015 um 16:00)
- unter : alatt
- hinter : mögött
- vor : előtt
- über : fölött
- zwischen : között
- neben : mellett

### Birtokos esettel álló elöljárószavak
- mittels : -val, -vel, segítségével
- während : alatt (időben)
- vermöge : -nál, -nél fogva, -val, -vel
- kraft : -nál, -nél fogva
- laut : -nál, -nél fogva, szerint
- längs : hosszában, mentében
- unweit : nem messze
- ungeachtet : nem tekintve, ellenére
- diesseits : -n innen
- jenseits : -n túl
- innerhalb : -n belül
- ausserhalb : -n kívül
- oberhalb : fölött, -n felül (hely)
- unterhalb : -n alul, alatt
- halber : végett, kedvéért (főnév után)
- wegen : miatt (főnév után is)
- statt : helyett
- trotz : ellenére, dacára
- zufolge : következtében
- anlässlich : kapcsán

A német nyelvben (főleg a hivatalos és a kereskedelmi szaknyelvben) sok új elöljárószó keletkezik, amik többnyire birtokos esetet vonzanak.

## Indulatszavak(die Interjektion)
Az indulatszavak mondat értékű szavak. Nem részei az utánuk következő mondatnak, attól vessző vagy felkiáltójel választja el őket.
Néhány indulatszó a gyakoribbak közül:
- ach
- halt : állj
- igitt : pfuj
- los : rajta
- o weh : ó jaj
- pfui : pfuj

## Kötőszavak(die Konjunktion)
Nem vonzanak szórendet:
(Magyar anyanyelvűeknek könnyen megjegyezhetőek ezek a kötőszavak, ha a kezdőbetűit összeolvassuk: USODA→uszoda)
- Und : és
- Sondern : hanem
- Oder : vagy
- Denn; Da : mert
- Aber : de
- Allein : csak, csupán

Fordított szórend:
- trotzdem : ellenére, ennek ellenére
- sonst : különben, egyébként, másképp
- deshalb : ezért
- dann : azután
- darum : ezért
- deswegen : emiatt
- inzwischen : eközben
- dennoch : mégis
- zwar : ugyan

Egyenes szórend is, fordított szórend is:
- doch : azonban, hiszen, mégis
- jedoch : mégis
- nur : csak

Mellékmondati (KATI) szórend
- weil : mert
- dass : hogy
- so dass : úgyhogy
- wenn : amikor, ha
- ob : hogy ... -e, vajon ...-e
- obwohl : habár
- da : mivel
- falls : abban az esetben, ha
- és a kérdőszavak (was, wie, wo stb.) mellékmondat bevezetőjeként

## Mondattan (Satzgrammatik/Syntax)

### Mondatrészek

#### Állítmány és szórend
A német mondat az állítmányra épül. Az igének jut az a feladat, hogy megszervezze, összefogja, és összetartsa a mondatot. A német nyelvben nincs névszói állítmány; minden mondat kötelezően tartalmaz ragozott igét. A mondatok szórendje kötött. A ragozott ige helyétől függően a szórend lehet:
- egyenes (a második helyen; Zweitstellung)

A kijelentő mondatok, a kiegészítendő kérdések és a függő beszédet tartalmazó, kötőszó nélküli mellékmondatok szórendje.
- fordított (az első helyen; Spitzenstellung)

Az eldöntendő kérdések, a felszólító mondatok, a kötőszó nélküli feltételes mondatok, és az óhajtó mondatok szórendje.
- mellékmondati, KATI szórend (az utolsó helyen; Endstellung)

A kötőszóval bevezetett mellékmondatok szórendje.
Az első két szórendi típusban, ha az állítmány több szóból áll, akkor az állítmány többi része: az összetett igealakok által tartalmazott igenevek és az esetleges állítmánykiegészítő a mondat végére kerülnek. Ezt nevezik mondatkeretnek, aminek német neve Satzrahmen. A kijelentő mondatokban az új információ rendszerint szintén a mondat végéhez kerül. Az érzelmet is kifejező mondatfajtákban a legerősebb érzelmet hordozó rész ugrik a mondat élére.
Bizonyos esetekben egy-egy mondatrész a mondat végén a mondatkeret utánra kerülhet. Id tartoznak a hasonlító szerkezetek, és a terjedelmesebb mondatrészek, amelyek hosszabb szószerkezetek vagy mellékmondatok, illetve mellékmondatot rövidítő igeneves szerkezetek.
Az állítmány főnévi vagy melléknévi igenevet tartalmazhat összetett igeidőkben, vagy szenvedő igenemben. Ha az ige jelentését módbeli segédige módosítja, akkor a főige minden része igenévként szerepel. Állítmánykiegészítőt többnyire a kopulák mellett találhatunk; ezek a sein, werden, bleiben igék. Lehet főnév, melléknév, alkalmi főnév, vagy határozószó. A főnévi állítmánykiegészítő lehet alanyesetű, vagy állhat elöljárószóval és az elöljárószó által vonzott esetben. A melléknév jelentését gyakran bővítmények egészítik ki, amelyek az adott melléknév által vonzott esetben, esetleg elöljérószóval állnak.

#### Alany
Mivel a német ige végződései nem utalnak egyértelműen az alany számára és személyére, ezért az alany csak bizonyos esetekben maradhat el.
Az alany elmaradhat a felszólító módú állítmány tegező alakjai elől, illetve a személytelen szenvedő mondatból, ha a mondat egy másik mondatrésszel kezdődik. Főmondatokban az alany rendszerint a ragozott ige előtt vagy után áll, kötőszavas mellékmondatokban a kötőszó után következik. Az állítmány szám és személy szerint egyezik az alannyal. Az alany lehet névmás, főnév, alkalmi főnév, főnévi igenév, mellékmondat vagy zu + főnévi igenév.
Az es névmás lehet valódi alany, formális alany vagy helyfoglaló. Valódi alanyként helyettesíthet egyes számú semleges nemű főnevet, főnévi igenevet vagy mellékmondatot, illetve a kopulák főnévi vagy melléknévi állítmánykiegészítőjét.  Formális alanyként személytelen igékkel és kifejezésekkel állhat. Ebben a szerepében csak akkor maradhat el, ha a mondatban személyre vonatkozó Object (tárgy vagy részeshatározó) vonzat van. Ha az es utalószó, akkor az állítmány a tulajdonképpeni alannyal egyezik. A mondatot rendszerint az es, mint utalószó vezeti be, ha az alany zu + főnévi igenév, vagy mellékmondat, és ezek az állítmányt követik.
Az általános és a határozatlan alant kifejezheti a man határozatlan névmás, az es személytelen névmás vagy a szenvedő ige. A man és az es egyes szám harmadik személyűnek számít.

#### Tárgy és részeshatározó
A német nyelv hasonlóan kezeli a tárgyat és az elöljárószó nélküli részeshatározót; közös német nevük Objekt. Előfordul, hogy az elöljárószó nélküli birtokos esetű főnevet is Objektnak tekintik. Az ige kötelező kiegészítőjeként a mondat végén, vagy az állítmány ragozatlan része előtt állnak. Egymás közötti sorrendjük szófajuktól függ. Ha különböző szófajúak, akkor a névmás áll előbbre. Ha mindketten névmások, akkor a tárgynak, ha mindketten főnevek, akkor a részeshatározónak van elsőbbsége. Ha valamelyiküket személyes névmás fejezi ki, de az alany főnév, akkor a mondat élére is kerülhetnek. Ha viszont a részeshatározó elöljárószóval áll, akkor követi a tárgyat annak szófajától függetlenül. A fordított és a melléknévi szórendben a visszaható névmás megelőzi az alanyt, ha az főnév, de ha az névmás, akkor követi. Egyenes szórend esetén nem kerülhet a tárgy a mondat élére, ha abból félreértés adódna.

#### Határozók
A szabad bővítmények mindig megelőzik az állítmány vonzatait. A határozók sorrendje alapesetben: ok-, idő-, mód-, hely-, és célhatározó. Az egyes határozók változatos szófajokkal fejezhetők ki.
A módhatározó főnévvel, melléknévi igenévvel, határozószóval, melléknévvel is. Ebben a szerepében a melléknév nem kap ragot, tehát a melléknév a módhatározószavak alszófajának tekinthető. A főnevek elöljárószóval, vagy névelő nélkül, jelzővel és birtokos esetben állnak.
Az okhatározó lehet elöljárószavas főnév vagy határozószó.
A célhatározó lehet viszonyszavas főnév, főnévi igenév vagy um + zu + Inf is.

#### Jelző
A jelző a mondat egy névszóval kifejezett mondatrészét bővíti. Egységes szerkezetet alkot a jelzett szavával, attól el nem válhat.
A tulajdonságjelző egyezik a jelzett szavával nemben, számban, esetben. Lehet melléknév, melléknévi igenév vagy sorszám. Átveheti a determináns szerepét; így, ha nincs határozott névelő, akkor az erős, vagy a vegyes ragozást követi. 
Ha ugyanannak a mondatrésznek több minőségjelzője van a jelzett szó előtt, akkor mindegyik ugyanúgy ragozódik. Két jelző esetén az első ragozásának elmaradásával az a másodikat módosító határozó lesz. A második ragjának elhagyása hibás szórendet eredményez.
A mennyiségjelző tőszámnév, a birtokos jelző birtokos esetben álló főnév. A tulajdonnevek névelő nélküliek, esetragjuk -s. A birtokos jelző állhat a jelzett szava után, de a jelzett szót követő birtokos esetű jelző más kapcsolatot is kifejezhet, így lehet passzív, kijelölő vagy minősítő szerepe is.
A jelzett szó után álló jelző lehet kijelölő szerepű sorszámnévként használt tőszámnév, vagy elöljárószós főnév, aminek további szerepei is lehetnek.
Ha a jelzett szót követő jelzőkből van több, akkor a jelzett szó ismétlését mutató névmás helyettesíti.
Az értelmező jelző nem ismerhető fel helyéről. A jelzett szó előtt állnak a címek, rangok, foglalkozásnevek, a rokonsági fokozatok, a megszólítási formák és a gyűjtőnevek. A jelzett szó után állnak az uralkodói sorszámok és jelzők. Ha szószerkezet fejezi ki, akkor jelzett szava előtt és után is állhat.

### Mondatfajták
A német mondat szórendjének szempontjából meghatározó fontosságú a mondat fajtája.
A kijelentő mondat hanglejtése ereszkedő. Főmondatban vagy egyszerű mondatban jellemző, hogy a ragozott ige a második helyen áll. Ha az állítmány több szavas, akkor a többi része a mondat végére kerül. Az alany állhat az első, vagy a harmadik helyen. Hátrább csak akkor kerülhet, ha az első helyet elfoglalja egy határozó, az igét pedig hangsúlytalan névmások követik, az alanyt pedig főnév fejezi ki. A többi mondatrész szórendje viszonylag szabad.
A kiegészítendő kérdések kérdőszóval kezdődnek, amit a ragozott ige követ. Ha a kérdés nem az alanyra kérdez, akkor a ragozott ige után helyezkedik el. Hanglejtésük emelkedő-eső.
Az eldöntendő kérdés a ragozott igével kezdődik, és az állítmány többi része a kérdés végére marad. Hanglejtése a mondat végén erősen emelkedő.
A felkiáltó mondat hanglejtése élénkebb. Szórendje lehet egyenes, fordított, de mellékmondati is. Mint érzelemmel telített mondatfajtában, a kiemelés a mondat elejére teszi a lényegi részt, így akár az állítmány ragozatlan részével is kezdődhet.
A felszólító mondat hanglejtése ereszkedő, mondathangsúlya erős. A német nyelvben többféle eszköz áll rendelkezésre a felszólítás kifejezésére, mivel a felszólító módnak csak második személyű tegező alakjai vannak. Gyengébb felszólítás kifejezhető kötőmóddal (Konjunktiv Präsens), erősebb a főnévi igenévvel vagy befejezett melléknévi igenévvel, esetleg kijelentő móddal (Präsens vagy Futur I).
A felszólítás tompítható a sollen és a wollen segédigékkel. Egyes szám első személyben csak a soll alak, illetve többes szám első személyében a lassen + Inf jelezheti a felszólítást. A kérés nagyon udvarias, ha a würde + Inf fejezi ki. A kérés formailag kérdés is lehet (Konjunktiv Präteritum), és kombinálható a módbeli segédigés módszerrel.
Az óhajtó mondat mindhárom szórendi típusban előfordul. Az óhajtást kifejezheti Konjunktiv Präsens, Konjunktiv Präteritum, Konjunktiv Plusquamperfekt, vagy würde + Inf, vagy módbeli segédigék. A meglepődés kifejezhető formailag eldöntendő kérdéssel is. Ennek szórendje megegyezik a kijelentő mondatéval, hanglejtése emelkedő.

### Összetett mondatok

#### Mellérendelő összetétel
A mellérendelő összetétel kötőszavai általában nem változtatnak a tagmondatok sorrendjén, de némelyik mondatrésznek számít, így utána rögtön a ragozott ige következik.
A leggyakoribb mellérendelő kötőszavak:
- Kapcsolatos: und, denn, weder ... noch ..., einerseits-andererseits (mondatrész); erstens, zweitens, ... ; teils-teils;
- Ellentétes: allein, aber, doch, dagegen (mondatrész), dennoch (monatrész), sonst (mondatrész), trotzdem  (mondatrész), zwar (mondatrész)
- Választó: oder, entweder ... oder ...
- Magyarázó: denn, nähmlich
- Következtető: also (mondatrész), darum (mondatrész), deshalb (mondatrész), ferner (mondatrész)

A kapcsolatos és az ellentétes mondatok kötőszó nélkül is állhatnak.

#### Alárendelő összetétel
Az alárendelő összetett mondatban a fő- és a mellékmondat szórendje eltér. A mellékmondat a főmondat egy mondatrésze, ezért, ha a mellékmondat kerül előre, akkor a főmondat a ragozott igével kezdődik. Ha beékelődik, vagy a főmondat után következik, akkor a főmondat szórendje változatlan marad. A mellékmondat szórendje mellékmondati, különbözik a főmondatétól.
Bármelyik mondatrész kifejezhető mellékmondattal. A mellékmondatok közül speciális jelentése van a vonatkozói és a feltételes mellékmondatoknak.
- Vonatkozói mellékmondat: vonatkozó névmások, leggyakrabban der, die vagy das; wer, was; welcher, welche, welches

A birtokos esetű vonatkozó névmás után álló birtoknak nem lehet névelője.
- Feltételes mellékmondat: wenn, falls

Ha reális, akkor kijelentő, ha elképzelt, akkor kötőmódban van mindkét állítmány.
- Állítmányi mellékmondat: a sein, werden, bleiben állítmánykiegészítője. Formailag lehet vonatkozói mellékmondat. Ha nem az, akkor kötőszóval kezdődik.
- Alanyi mellékmondat: ha a főmondat után következik, akkor annak első helyét egy helyfoglaló es tölti be. Ha a főmondat előtt áll, akkor nincs szükség helyfoglalóra.
- Objekt mellékmondat: az állítmány egyik vonzatát fejezi ki. Leggyakoribb kötőszavai daß, ob, kérdő névmások és névmási határozószavak.
- Jelzői mellékmondat: formailag lehet vonatkozói mondat. Városok és országok esetén az in + vonatkozó névmást a wo helyettesíti. Ha nem vonatkozói, akkor kötőszót tartalmaz.
- Szabad határozói mellékmondatok

- helyhatározói mellékmondat: woher, wo, wohin

A főmondatban rendszerint van a kötőszóra utaló utalószó.
- időhatározói mellékmondat:

Egyidejű: als, wenn; während; solange, bis; seit, seitdem; sooft
als, wenn; a főmondat múlt idejű, a mellékmondat Präteritumban van
Előidejű: nachdem, als, wenn, sobald, seit, seitdem
Időegyeztetés: ha a főmondat Präsens vagy jövő idejű, akkor a mellékmondat Perfekt. Ha a főmondat múlt idejű, akkor a mellékmondat Plusquamperfekt.
Utóidejű: bis, bevor, ehe
- módhatározói mellékmondat: sokféle kötőszó. Az ide tartozó hasonlító mellékmondat leggyakoribb kötőszavai: wie, als; je..., desto...; je... umso; als ob; als wenn

Az als ob és az als ob után a mellémondat Konjunktivban van.
- okhatározói mellékmondat: weil, da
- célhatározói mellékmondat: damit

Függő beszéd: ha a mellékmondat Indikativ, akkor a beszélő azonosul a nem szó szerint idézett véleménnyel. A Konjunktiv I tárgyilagosságot fejez ki. A Konjunktiv II kifejezhet egyet nem értést vagy távolságtartást, de pótolhatja a Konjunktiv I-nek azokat az alakjait, amelyek egybeesnek az Indikativval. A Konjunktiv I-et leginkább a média használja.
A felszólítást a sollen és a mögen Konjunktivjával és a főige Indikativjával fejezük ki. Az eldöntendő kérdések kötőszava ob, a kiegészítendő kérdések megtartják kérdőszavukat, és az szolgál kötőszóként. Az idézett kijelentő és felszólító mondatok állhatnak kötőszó nélkül, vagy daß kötőszóval.